# Championnats d'Europe de boxe amateur 1927
Navigation
Édition précédente Édition suivante
La 2de édition des championnats d'Europe de boxe amateur s'est déroulée à Berlin, Allemagne, du 16 au 20 mai 1927.

## Résultats

### Podiums
| Catégories                 | Or                | Argent         | Bronze             |
| Poids mouches (-50,8 kg)   | Lennart Bohmann   | Antal Kocsis   | Heinz Brofazi      |
| Poids coqs (-53,5 kg)      | Kurt Dalchow      | Gaetano Lanzi  | Bobby Spunner      |
| Poids plumes (-57,1 kg)    | Franz Dübbers     | Harry Wolff    | Miklós Gelbai-Gelb |
| Poids légers (-61,2 kg)    | Jacob Domgörgen   | Arne Sande     | Gunnar Berggren    |
| Poids welters (-66,7 kg)   | Romano Caneva     | Gustave Roth   | István Balázs      |
| Poids moyens (-72,6 kg)    | Edgar Christensen | Wilhelm Maier  | Olaf Falk          |
| Poids mi-lourds (-79,4 kg) | Hein Müller       | Karel Miljon   | Clas Engström      |
| Poids lourds (+79,4 kg)    | Nils Ramm         | Hans Schönrath | Michael Michaelsen |

### Tableau des médailles
| Place | Pays             | Médaille d'or, Europe | Médaille d'argent, Europe | Médaille de bronze, Europe | Total |
| ----- | ---------------- | --------------------- | ------------------------- | -------------------------- | ----- |
| 1     | Allemagne        | 4                     | 2                         | 1                          | 7     |
| 2     | Suède            | 2                     | 1                         | 3                          | 6     |
| 3     | Italie           | 1                     | 1                         | 0                          | 2     |
| 4     | Norvège          | 1                     | 0                         | 0                          | 1     |
| 5     | Hongrie          | 0                     | 1                         | 2                          | 3     |
| 6     | Danemark         | 0                     | 1                         | 1                          | 2     |
| 7     | Belgique         | 0                     | 1                         | 0                          | 1     |
| 7     | Pays-Bas         | 0                     | 1                         | 0                          | 1     |
| 9     | Autriche         | 0                     | 0                         | 1                          | 1     |
| Total | 9 pays médaillés | 8                     | 8                         | 8                          | 24    |